# Francesco Giuseppe Lardone
Francesco Giuseppe Lardone (* 12. Januar 1887 in Moretta; † 30. Januar 1980 ebenda) war Erzbischof und Diplomat des Heiligen Stuhls.

## Leben
Der Sohn Emanuele Lardones und Placida Minardis studierte an der Päpstlichen Theologischen Fakultät Turin, der Königlichen Universität Turin und der Päpstlichen Schule des Kanonischen Rechts Turin. Der Erzbischof von Turin, Agostino Kardinal Richelmy, spendete Lardone am 29. Juni 1910 in Turin die Priesterweihe. Im Jahre 1924, im Alter von 38 Jahren, wurde er zum Professor für Kirchenrecht an der Katholischen Universität von Amerika in Washington, D.C. berufen, er blieb auf dieser Position bis 1949. Während seines Aufenthalts in den Vereinigten Staaten von Amerika wurde er amerikanischer Staatsbürger.
Als seriöser und zuverlässiger Diplomat des Heiligen Stuhls galt er als ein Kenner der internationalen Politik der Zeit. Papst Pius XII. ernannte ihn am 21. Mai 1949 zum Titularerzbischof von Rhizaeum und zum Apostolischen Nuntius in Haiti und der Dominikanischen Republik. Der Apostolische Delegat in den Vereinigten Staaten von Amerika, Amleto Giovanni Cicognani, spendete ihm am 30. Juni desselben Jahres die Bischofsweihe; Mitkonsekratoren waren Patrick Aloysius O’Boyle, Erzbischof von Washington, und Egidio Vagnozzi, Apostolischer Delegat auf den Philippinen. Von 1953 bis 1959 war Lardone Nuntius in Peru.
Von Papst Johannes XXIII., dessen Bekanntschaft er während seiner Zeit als junger Journalist des Osservatore Romano machte, wurde Lardone 1959 als Apostolischer Internuntius nach Istanbul geschickt. Seine Aufgabe war hauptsächlich die Beurteilung, ob sich die Feindschaft zwischen der konsolidierten Regierung Moskaus und der katholischen Kirche auflösen ließ. Er war der erste Diplomat des Heiligen Stuhls, der 507 Jahre nach Isidor von Kiew Istanbul betrat.
Laut Erzbischof Loris Francesco Capovilla, persönlicher Sekretär Johannes’ XXIII., ernannte der Papst am 28. März 1960 während seines zweiten Konsistoriums Lardone zum Kardinal in pectore. Die Ernennung wurde wegen der heiklen politischen Position Lardones nicht verkündet. Im Hinblick auf den Vorschlag sagte Capovilla in einem Interview im Juni 2007, dass Lardone die Annahme des Kardinalspurpurs verweigerte, um nicht als Apostolischer Nuntius in der Türkei zurücktreten müssen. Damit verfolgte Lardone die Absicht, den Bischöfen der Länder jenseits des Eisernen Vorhangs die Teilnahme am Zweiten Vatikanischen Konzil zu ermöglichen. Wenn Lardone die Ernennung angenommen hätte, hätte er nicht in Istanbul bleiben können; seine weitere diplomatischen Tätigkeit und Vermittlungen mit der Regierungen hinter dem Eisernen Vorhang wäre unmöglich geworden.
Lardone beendete seine Tätigkeit als Internuntius im Jahr 1966, drei Jahre nach dem Tod von Papst Johannes XXIII.
Lardone liegt in der Pfarrkirche von Moretta begraben. Er hinterließ sein Haus der Pfarrgemeinde Moretta, die es als katechetisches Zentrum und als ein Ort für Gemeindeversammlungen nutzt.

## Werke
- Airspace rights in Roman law. 1931.
- The imperial constitutions in the Institutes of Gaius. 1933.